# Phyllodactylus baurii
Phyllodactylus baurii är en ödleart som beskrevs av  Garman 1892. Phyllodactylus baurii ingår i släktet Phyllodactylus och familjen geckoödlor.

## Underarter
Arten delas in i följande underarter:
- P. b. gorii
- P. b. baurii